# Муртазина Міляуша Галеївна
Міляуша Галеївна Муртазина (башк. Миләүшә Ғәле ҡыҙы Мортазина; нар. 1926) — башкирська співачка (сопрано), Заслужений діяч мистецтв РРФСР (1983), почесний громадянин Уфи.

## Біографія
Міляуша Галеївна Муртазина народилася в 1926 році в селі Бакай Кушнаренковського району Башкирської АРСР
Після закінчення школи працювала в інструментальному цеху Уфимського агрегатного виробничого об'єднання. На заводі брала участь у роботі концертної бригади, в яку входили піаніст, скрипаль, читець, гітарист і виконавці пісень. З концертами їздила по госпіталях, військових частинах. Після закінчення війни її без іспитів прийняли в авіаційний інститут в Уфі. Студенткою, вона поступила вчитися в Уральську консерваторію.
У 1950 році закінчила національну студію при Уральської консерваторії (кл. А.В. Новікова), в 1954 — Казанську консерваторію (клас. А.Р. Цвєткової). З того ж року разом з виконавською діяльністю зайнялася педагогікою в Уфимському училищі мистецтв.
З 1973 року викладала в Уфимському інституті мистецтв (з 1980 року зав. кафедрою сольного співу, з 1990 року - професор).
М.Г. Муртазина є незмінним головою журі вокальних республіканських конкурсів, таких як «Дуслык моно», «Дебют», конкурсу імені Г. Альмухаметова; член журі XV і XVI Міжнародного конкурсу вокалістів імені М.І. Глінки; Північно-Кавказького конкурсу вокалістів; міжнародного конкурсу вокалістів Італії (Сицилія-Алькамо).
Син, Муртазін Владислав Львович, музикант, ограніст, народний артист Республіки Башкортостан. Дочка Лейла Шагієва, музикознавець.

## Учні
Учнями Муртазиної є народний артист Російської Федерації Р. Гареєв; заслужені артисти Російської Федерації: І. Смаков, С. Галімова, Н. Аллаярова, С. Аскаров, І. Газієв, В. Бєлов, В. Храмов, В. Поляков, С. Волков, Н. Воробйова, В. Галєєва; народні артисти Республіки Башкортостан: Р. Кучуков, Х. Іжболдін, Ф. Нугуманова, B. Хизиров, А. Абдразакова, Р. Башаров; заслужені артисти Республіки Башкортостан: І. Абдразаков, З. Байбурина, М. Алкін, Ш. Хамадінуров, C. Мішуріс та інші.
Її вихованці здобули 52 лауреатських місця у міжнародних, всеросійських, зональних і республіканських конкурсах вокалістів.

## Нагороди
Почесні грамоти Міністерства культури СРСР, РРФСР і Башкортостану. B 1967 році Муртазіна удостоєна почесного звання «Заслужений діяч мистецтв Башкирської АРСР» . У 1970 році нагороджена медаллю «За доблесну працю». B 1973 році їй присвоєно почесне звання «Заслужений працівник культури РРФСР», в 1983 році «Заслужений діяч мистецтв РРФСР».
B 1987 році нагороджена почесним знаком Міністерства вищої освіти СРСР «За відмінні успіхи» і удостоєна медалі «Ветеран праці» (1983), нагороджена Почесною грамотою Республіки Башкортостан. B травні 2004 року Міляуші Галеївні Муртазиній присвоєно звання «Почесний громадянин міста Уфи».